# Ольшанский сельсовет (Витебская область)
Ольшанский сельсовет (белор. Альшанскі сельсавет) — административная единица на территории Чашникского района Витебской области Белоруссии. Административный центр — агрогородок Ольшанка.

## История
В 2016 году деревни Асташево, Вежовка, Орешенка, Тарантово исключены из состава Ольшанского сельсовета и включены в состав Иванского сельсовета.

## Состав
Ольшанский сельсовет включает 35 населённых пунктов:
- Большие Смольянцы — деревня
- Боровые — деревня
- Вишковичи — деревня
- Грушево — деревня
- Дримовщина — деревня
- Дубинцы — деревня
- Дубровицы — деревня
- Дубровки — деревня
- Дуброво — деревня
- Закурье — деревня
- Казановка — деревня
- Колмаки — деревня
- Красное Утро — посёлок
- Лутик — деревня
- Лыски — деревня
- Малые Смольянцы — деревня
- Маринцы — деревня
- Митьковцы — деревня
- Михайлово — деревня
- Новоселки — деревня
- Октябрьский — посёлок
- Ольшанка — агрогородок
- Почаевичи — деревня
- Придворье — деревня
- Примачино — деревня
- Рогановичи — деревня
- Слидцы — деревня
- Трилесено — деревня
- Ухле — деревня
- Шелковщина — деревня
- Язба — деревня

Упразднённые населённые пункты на территории сельсовета:
- Займище — деревня
- Невгодово — деревня